# Roboto
Roboto, izmišljeni lik iz Mattelove popularne franšize Gospodari svemira. Radi se o robotu kojeg je dizajnirao Man-At-Arms u svom laboratoriju i ugradio mu pravo ljudsko srce kako bi imao ljudski razum i osjećaje. Zbog toga se smatra pravim bićem pa čak i Teelinim bratom. Član je Herojskih ratnika kojima pomaže u zaštiti kraljevske palače Eternosa i obrani dvorca Sive Lubanje od zlih sila predvođenih Skeletorom.

## Povijest lika
Roboto je humanoidni robot s kibernetičkim ljudski srcem koje mu daje mogućnost osjećanja stvarnih ljudskih emocija i interakcije s ljudima na razini koja nadilazi sposobnosti običnog robota. Prema jednoj verziji, Robota je kreirao Man-At-Arms u svojoj radionici te mu je ugradio ljudsko srce kako bi mogao imati ljudske emocije. Prema drugoj verziji, Roboto je bio biće s izvanzemaljskog svijeta, sa planete Robotika. Pao je sa svojom svemirskom letjelicom na Eterniju, gdje ga je popravio Man-At-Arms. Njegovo robotsko tijelo je prozirno te su unutar njegova torza vidljivi brojni zupčanici koji ga pokreću. Desna ruka mu završava s mehaničkom kandžom, koju može zamijeniti sjekirom i laserskom puškom.
Ima velike logičke i matematičke sposobnosti te je odličan strateg, a budući da je robot, vrlo je brz, otporan i snažan, što ga čini vrijednim saveznikom u borbi protiv zlih sila. Man-At-Armsa smatra svojim ocem, a Teelu svojom sestrom.
Njegova figura izdana je vrlo kasno, uoči završetka originalnog animiranog serijala u produkciji Filmationa, ali je unatoč tome uspio dobiti čitavu epizodu pod naslovom Sretan rođendan, Roboto (Happy birthday, Roboto) u kojoj je objašnjeno kako je dospio na Eterniju i s vremenom postao pripadnik Herojskih ratnika.

## Originalni mini stripoviGospodari svemira
Pojavio se prvi put u mini stripu "Gospodari svemira" 1984. godine. Izradio ga je Man-At-Arms u svom laboratoriju i dao mu kibernetički nadograđeno ljudsko srce kako bi imao mogućnost ispoljivati ljudske emocije i ostvariti ljudsku interakciju s drugim ljudima i nadići sposobnosti običnog robota. Robot je vrlo snažan, čak toliko da se može pojedinačno suprotstaviti Hordaku, strašnom i moćnom gospodaru Zle Horde iz druge dimenzije.

## Televizijska adaptacija lika

### He-Man i Gospodari svemira (1983. – 1985.)
Pojavljuje se vrlo kratko u originalnoj animiranoj seriji iz 1980-ih, jer je Mattel pustio u prodaju njegovu figuru tek 1984. godine, netom prije završetka prikazivanja serijala, ali unatoč tome dobio je čitavu epizodu pod nazivom "Sretan rođendan, Roboto" (Happy birthday, Roboto) koja prezentira njegov lik. Glas mu je dao Alan Oppenheimer.

### He-Man i Gospodari svemira (2002. – 2004.)
Roboto se pojavljuje kao jedan od Herojskih ratnika u novijoj adaptaciji Gospodara svemira s početka 2000-ih. U toj verziji prikazan je kao moćan i snažan ratnik, koji svoje robotske sposobnosti koristi kako bi razvio i iskoristio brojne vojne strategije kao pomoć pri rješavanju sukoba sa negativcima. Ima sposobnost letenja, može odvajati ruke i koristiti ih kao projektile. Isprva je izrađen da služi kao strateg za šah, zbog čega ga Teela odbija kada ponudi svoje vještine za sukob i obranu palače. Unatoč odbijanju, Roboto pomogne Herojskim ratnicima odbiti Tri-Klopsov napada, ali je u procesu teško oštećen. Man-At-Arms ga je popravio i unaprijedio u ratnog robota, a Teela ga je pozvala da pristupi Herojskim ratnicima.

### Gospodari svemira: Otkriće (2021.)
Roboto se pojavljuje i u Netflixovoj inačici "Gospodara svemira" kao humanoidni robot kojeg je stvorio Man-At-Arms i dao mu svoje znanje i memoriju, zbog čega ga Roboto doživljava kao oca, a Teelu kao svoju usvojenu sestru. Kada je kralj Randor prognao Man-At-Armsa s kraljevskog dvora i oduzeo mu činove, Roboto mu se pridružio u izgnanstvu. Nastanili su se u malenoj kolibi, a uskoro im se pridružio i onemoćali Orko kojemu se zdravstveno stanje ubrzano pogršavalo od trenutka kada je nestala magija na Eterniji.
Poslije smrti princa Adama, Teela, Andra, Duncan, Roboto, Orko i Cringer odlaze u eternijski raj Preterniju kako bi ponovno iskovali oštećeni Mač moći. Zadatak da prekuje i popravi mač pada na Robota koji uspješno obavljao predani posao, ali tijekom izvršenja biva trajno oštećen i pokvaren.

## Vanjske poveznice
- Roboto - he-man.fandom.com (engl.)
- Roboto (Otkriće) – he-man.fandom.com (engl.)